# Wat Thai Watthanaram
Der Wat Thai Watthanaram (Thai: วัด ไทยวัฒนาราม) ist eine buddhistische Tempelanlage (Wat) etwas außerhalb der Stadt  Mae Sot in der Provinz (Changwat) Tak in Nord-Thailand.

## Lage
Wat Thai Watthanaram liegt etwa fünf Kilometer westlich der Stadt Mae Sot.

## Baugeschichte
Die Tempelanlage wurde 1867 zum Ende der Regierungszeit von König Mongkut (Rama IV.) durch den von den Tai Yai abstammenden Kaufmann Mung im Tai Yai Mahayan-Stil (Yunnan) errichtet. Die Vorderseite des Hauptgebäudes ist mit feinen Stuckarbeiten und Holzschnitzereien versehen, die glänzenden Säulen zeigen vergoldete Muster und Jade-Arbeiten.
Der kolossale liegende Buddha wurde 1933 geschaffen.

## Sehenswürdigkeiten
Hier befindet sich eine sehr schöne Buddha-Statue, die Phra Phuttha Maha Muni genannt wird. Sie misst etwa zwei Meter mal zwei Meter in der Grundfläche und ist im Stil von Mandalay ausgeführt. Heute dient sie den Tai Yai als Stätte der Verehrung, solange sie Birma nicht problemlos besuchen können. Die Sitzfigur befindet sich in einem 1977 errichteten Gebäude, dem Phra Phuttha Wiharn Maha Muni, das wie ein birmanischer Palast aussieht. Das Gebäude weist ein siebenstufiges Dach, dessen oberste einen königlichen Schirm bildet.
Der Hof hinter dem Gebäude birgt einen ruhenden Buddha, eine etwa 30 Meter lange Statue im birmanischen Stil. Auch eine Galerie mit 28 sitzenden Buddha-Figuren ist zu sehen.
Inmitten des Tempelkomplexes befindet sich der Phra Chedi Gonwin (Korawiri), der ebenfalls eine wichtige Stätte der Verehrung darstellt und im Mon-Stil erbaut ist.